# Kim Jong-yang
Kim Jong-yang (tiếng Hàn: 김종양; Hanja: 金鍾陽; Hán-Việt: Kim Chung Dương, sinh ngày 30 tháng 10 năm 1961) là sĩ quan cảnh sát người Hàn Quốc, cựu chủ tịch của Tổ chức Cảnh sát Hình sự Quốc tế (Interpol).

## Sự nghiệp
Trước khi bắt đầu sự nghiệp tại Interpol, ông là giám đốc của cơ quan cảnh sát tỉnh Gyeonggi. Ông tham gia những hoạt động hỗ trợ của cảnh sát Hàn Quốc tới các quốc gia khác; như Philippines, thông qua viện trợ tài chính và những chương trình hợp tác đào tạo nhân lực.
Năm 2015, Kim được bầu làm phó chủ tịch Interpol đại diện cho khu vực châu Á.
Năm 2018, sau vụ bắt và giam giữ chủ tịch Interpol đương nhiệm Mạnh Hoành Vĩ ở quê nhà Trung Quốc, Kim đảm nhiệm vai trò quyền chủ tịch.
Mặc cho phó chủ tịch Interpol kiêm quan chức trực thuộc Bộ Nội vụ Nga lúc bấy giờ là Alexander Prokopchuk ban đầu được nhiều người đưa ra ý kiến rằng sẽ trở thành người kế nhiệm Mạnh Hoành Vĩ, tuy nhiên, tại cuộc họp của Đại hội đồng Interpol diễn ra ở Dubai, UAE từ ngày 18 tháng 11 đến ngày 21 tháng 11 năm 2018, Kim mới là người được bầu làm tân chủ tịch Interpol, bắt đầu với nhiệm kỳ 2 năm còn lại của Mạnh. Sự ứng cử của Prokopchuk đã bị Hoa Kỳ cùng các quốc gia Tây Âu phản đối, họ cho rằng một khi Prokopchuk lên làm chủ tịch Interpol, chính phủ Nga sẽ tận dụng quyền lực của ông này nhằm lạm dụng các thông báo đỏ của tổ chức để nhắm vào những nhà bất đồng chính kiến cũng như các đối thủ chính trị của chính quyền tổng thống Putin.